# Пазеро, Танкреди
Танкре́ди Пазе́ро (итал. Tancredi Pasero; 11 января 1893, Турин — 17 февраля 1983, Милан) — итальянский оперный певец (бас) и вокальный педагог. Наряду с Эцио Пинцей и Надзарено де Анджелисом Пазеро считают одним из трёх величайших итальянских басов в период между Первой и Второй мировыми войнами.

## Биография
Танкреди Пазеро учился пению в Турине у баритона Артуро Пессины. Его дебют состоялся в 1917 году на сцене Туринского оперного театра в роли Рамфиса в опере «Аида». 15 декабря 1918 года в Виченце Пазеро исполнил партию Родольфо в «Сомнамбуле» Беллини. Именно это выступление сам певец считал своим профессиональным дебютом. Вскоре Танкреди Пазеро обратил на себя внимание и начал гастролировать в Европе, Северной и Южной Америке.
В 1926 году Пазеро в роли Филиппа II в опере «Дон Карлос» впервые выступил в знаменитом миланском театре «Ла Скала». С тех пор он почти без перерыва пел в этом театре вплоть до завершения исполнительской карьеры. Основу репертуара Танкреди Пазеро составляли итальянские оперы, однако помимо них он исполнял и другую музыку: в том числе оперы Рихарда Вагнера, «Бориса Годунова» Мусоргского (в переводе на итальянский язык) и др. Оставленная им дискография состоит из полных записей пяти опер: «Богемы» Пуччини (1928), «Нормы» Беллини (1937), «Силы судьбы» (1941), «Бала-маскарада» (1943) и двух записей «Аиды» (1928 и 1946) Верди, а также множества отдельных записей арий из опер итальянских и французских композиторов.
Танкреди Пазеро оставил сцену в 1950 году в возрасте 58 лет. Возможно, причиной этого стало его невоздержанное курение, которое негативно сказалось на голосовых связках певца. Дальнейшую свою жизнь он посвятил преподаванию. Среди учеников Пазеро чешский бас Зденек Кроупа и итальянский джазовый певец Нинни Маина.
Танкреди имел глубокий и резонансный голос , прекрасную технику, благодаря с  которой с легкостью справлялся  с  итальянским, французским, немецким и русским репертуаром. Его наилучшие роли были Борис Годунов , Мефистофель и Гурнеманца. ( Parsifal ), а также все самые важные басовые роли, присутствующие в операх Верди.